# Guadalupe Peak
Der Guadalupe Peak (teilweise auch gelistet als Signal Peak) ist mit 2667 m der höchste Berg von Texas und der gleichnamigen Guadalupe Mountains.

## Lage
Er befindet sich im Guadalupe-Mountains-Nationalpark auf der Grenze vom südöstlichen Teil von New Mexico und dem Westen von  Texas.  Der Berg liegt etwa 140 km östlich von El Paso und circa 80 km südwestlich von  Carlsbad in New Mexico. Es gibt keine Schutzhütten auf dem Berg, die einzige Hütte in der Umgebung ist das Visitor Center, das keinerlei Übernachtungsmöglichkeiten bereitstellt. Die Besteigung kann man entweder an einem Tag durchführen, oder man nächtigt in mitgebrachten Zelten. Auf einem Rundwanderweg ist von einem Parkplatz aus der Gipfel ebenfalls erreichbar.

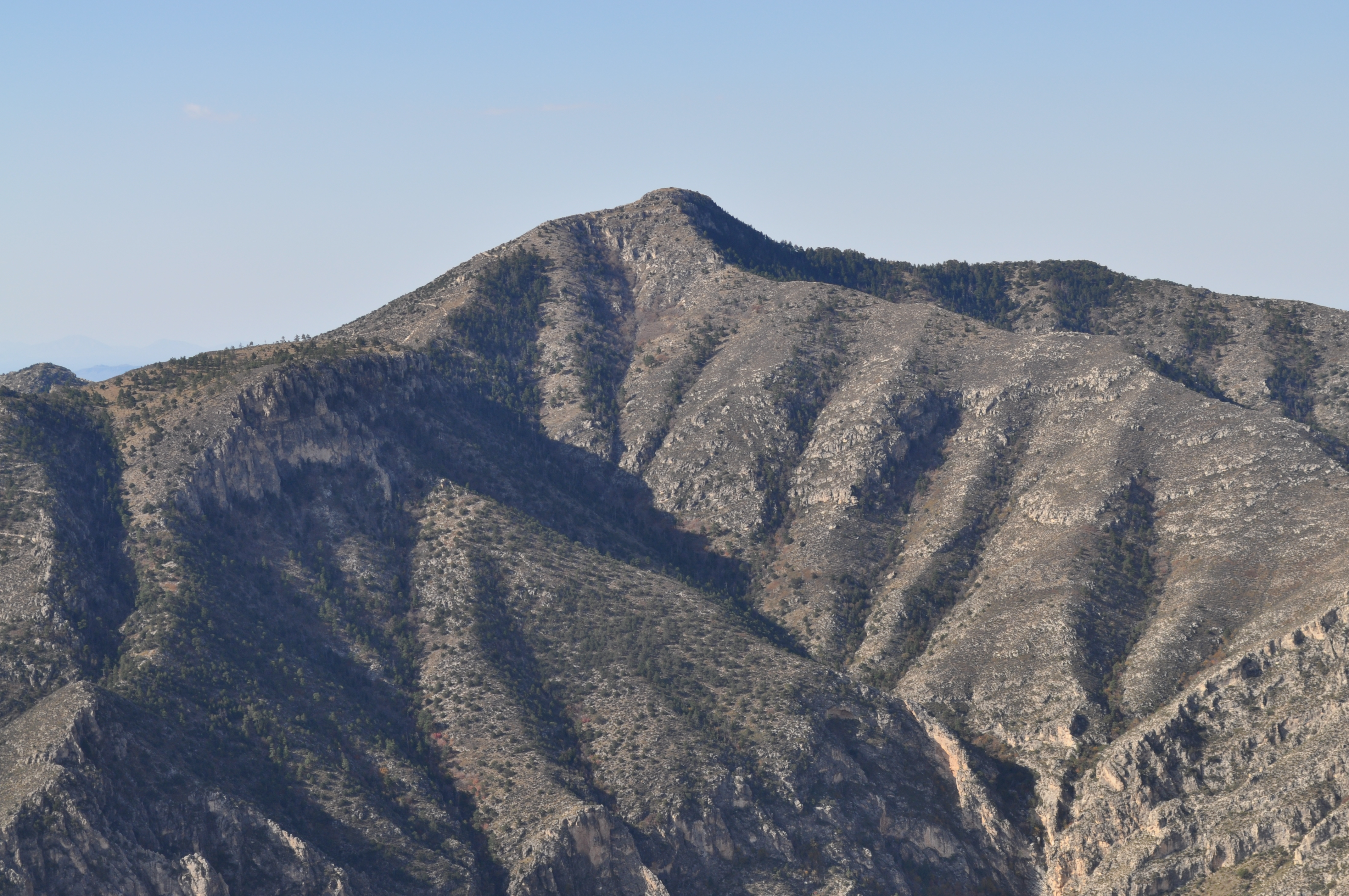
Blick auf den Gipfel

Den Mescalero-Apachen gilt er als einer von vier heiligen Bergen.